# Albert - pigerne, livet og alt det der
Albert - pigerne, livet og alt det der (svensk: Berts vidare betraktelser) er en ungdomsroman i dagbogsform af de svenske forfattare Anders Jacobsson og Sören Olsson, udgivet i 1990. Den handler om Albert (Bert Ljung) fra 1. maj til 31. august det året han fyller 13 på forårssemestret i 6. klasse, sommerferier og efterårssemestret i 7. klasse. Den blev udgivet på dansk i 1994.

## Handling
Bert er forelsket i en pige, Paulina Hlinka, i 6 B. På sommerferierna far han med sin familie till New York City og Jamaica med onkel Janne.